# Ministero della difesa (Belgio)
Il Ministero della difesa spesso semplicemente Difesa (in olandese Ministerie van Defensie, in francese Ministère de la Défense, in tedesco Verteidigungsministerium) è un dicastero del governo federale belga, l'unico a non essere ancora strutturato come servizio pubblico federale; il suo compito è dirigere e organizzare le Forze armate belghe nel garantire la sicurezza del paese. Nel corso del tempo, ha avuto diversi nomi come Ministero della guerra, Ministero della difesa nazionale e il più recente Ministero della difesa.
Amministra e dirige le Forze armate in qualsiasi situazione che metta in pericolo la popolazione e l'integrità territoriale del paese. Dal 2019 il ministro della Difesa è Philippe Goffin.